# Rhyacophila motasi
Rhyacophila motasi är en nattsländeart som beskrevs av Lazar Botosaneanu 1957. Rhyacophila motasi ingår i släktet Rhyacophila och familjen rovnattsländor. Inga underarter finns listade i Catalogue of Life.